# Börje Beskow
Börje Beskow, född den 28 november 1903 i Djursholm, död den 10 juni 1997 i Skummeslövs församling, Hallands län, var en svensk pedagog. Han var son till Natanael och Elsa Beskow.
Beskow avlade filosofisk ämbetsexamen 1932 och var ordförande i Stockholms högskolas studentkår 1932–1933. Han var rektor för Bergslagets praktiska skolor i Borlänge och Skutskär 1934–1946, kanslichef i Arbetsmarknadens yrkesråd 1947–1951 och undervisningsråd 1958–1965 (extra ordinarie från 1952). Beskow publicerade artiklar i arbetspedagogiska och skolpolitiska frågor. Han blev riddare av Nordstjärneorden 1958. Beskow vilar i minneslund på Djursholms begravningsplats.